# Bò sữa Devon Hoa Kỳ
Bản mẫu:Thông tin động vật breed
Bò sữa Devon Hoa Kỳ là một giống bò có nguồn gốc từ Hoa Kỳ. Giống bò này có nguồn gốc từ bò Bắc Devon của Anh mang đến Bắc Mỹ vào thế kỷ XVII, hai chủng này đã phân kỳ đáng kể. Hiện đại Bắc Devon đã được lai tạo để được sử dụng gần như dành riêng cho sản xuất thịt bò, trong khi Bò sữa Devon Hoa Kỳ là một giống bò đa mục đích.

## Đặc điểm giống
Bò sữa Devon Hoa Kỳ là một trong số ít các giống bò có mục đích thực sự gấp ba lần còn lại ở phương Tây, được đánh giá cao về thịt, sữa và trợ giúp công việc đồng áng. Chúng là những gia súc có kích thước trung bình: bò cái giống này có trọng lượng trung bình 1.100 pound (499 kg) và bò đực 1.600 pounds (726 kg). Bộ lông chúng có màu đỏ sậm, bóng loáng, và những chiếc sừng có màu trắng, lý tưởng, phù hợp với đầu đen của chúng. Chúng năng động, thông minh và tương đối mạnh đối với kích thước của chúng, làm cho chúng có giá trị sử dụng như bò đực.
Bò sữa Devon Hoa Kỳ cũng có thể chất khỏe mạnh, và có thể sống tốt trên đồng cỏ. Mặc dù chúng không được lựa chọn nhiều cho sản xuất sữa trong thế kỷ XXI, hàm lượng chất béo trong sữa của chúng có thể so sánh với sữa của Bò Jersey (mặc dù khối lượng sữa sản xuất không bằng).